# Andrea Baroni Peretti Montalto
Pour les articles homonymes, voir Peretti et Baroni.
Andrea Baroni Peretti Montalto (né le 29 novembre 1572 à Montalto, dans l'actuelle province d'Ascoli Piceno, dans les Marches, alors dans les États pontificaux et mort le 4 août 1629 à Rome) est un cardinal italien de la fin du XVIe siècle et du début du XVIIe siècle. 
Il est un cousin du pape Sixte V.

## Biographie
Andrea Baroni Peretti est protonotaire apostolique. 
Il est créé cardinal par le pape Clément VIII lors du consistoire du 5 juin 1596. 
Le cardinal Baroni Peretti participe au premier conclave de 1605, lors duquel Léon XI est élu, ainsi qu'au second conclave de 1605 qui voit l'élection de Paul V. En janvier 1621, il devient cardinal protodiacre. Il participe au conclave de 1621 et couronne le pape Grégoire XIV qui est élu. La même année, il est promu cardinal-évêque et devient cardinal protoprêtre. Il participe au conclave de 1623 (élection d'Urbain VIII).